# Pieter van der Horst
Pieter Willem van der Horst (Driebergen, 4 juli 1946) is een Nederlandse classicus en judaïst.

## Biografie
Na het gymnasium in Doorn studeerde hij Klassieke en Semitische talen en vervolgens theologie. In 1969 trad hij in dienst bij de Universiteit van Utrecht. Sinds 1990 was hij hoogleraar exegese van het Nieuwe Testament, literatuur van het vroege christendom en de Joodse en Hellenistische wereld van de vroege christenheid aan deze universiteit. In 1994 werd hij gekozen tot lid van de Koninklijke Nederlandse Akademie van Wetenschappen (KNAW). Hij is een internationaal bekend wetenschapper over de vroege wortels van het christendom en het jodendom.
Tot zijn meer dan 350 wetenschappelijke publicaties behoren onder meer een proefschrift over Pseudo-Phocylides (1978), Studies on the Hellenistic Background of the New Testament (1991), Jews and Christians in Their Graeco-Roman Context (2006), en een commentaar op Philo's geschrift over de pogrom die ten tijde van de Romeinse keizer Caligula plaatsvond binnen de Joodse gemeenschap in Alexandrië, Philo's Flaccus: The First Pogrom (2003). Daarnaast heeft hij talloze Nederlandstalige publicaties op zijn naam.

## Omstreden afscheidsrede
Zijn afscheidsrede op 16 juni 2006 aan de Universiteit van Utrecht, getiteld De mythe van het Joodse kannibalisme, veroorzaakte enige ophef. De rede ging over vermeend Joods kannibalisme, een antisemitische mythe die in de Oudheid is ontstaan, een rol speelde in de middeleeuwen en de Nazi-propaganda, en die thans in de islamitische wereld weer opgang maakt.
De bestuurders van de Universiteit van Utrecht, aan wie een vroege versie van de lezing ter hand was gesteld door twee collega's van Van der Horst, de hoogleraren Geert van Oyen en Willemien Otten, hadden bezwaar tegen sommige passages, die volgens hen het karakter van een politiek pamflet hadden, en waarbij mogelijk van smaad sprake was. De arabist Hans Jansen steunde Van der Horst, maar deze paste na een dag bedenktijd toch zijn rede aan. Het Utrechtse universiteitsbestuur had onder meer aangevoerd dat van der Horst de dialoog tussen moslims en niet-moslims zou kunnen schaden en zijn eigen veiligheid in gevaar brengen.
Het optreden van de universiteit kreeg kritiek. Tweede Kamerlid Geert Wilders stelde kamervragen en sprak van "censuur uit angst van de islam". In NRC Handelsblad werd rector magnificus Gispen "de bange rector" genoemd. Volgens Gispen was de academische vrijheid niet in het geding geweest, en ging het slechts om de toonzetting in enkele passages.

## Emeritaat
Na zijn pensionering was Van der Horst werkzaam op het Netherlands Institute for Advanced Study (NIAS) in Wassenaar, waar hij samen met professor Judith Newman (Toronto) werkte aan een commentaar op enkele Joodse, in het Grieks gestelde gebeden uit de Hellenistische en Romeinse tijd; Early Jewish Prayers in Greek verscheen in 2008.

## Nederlandstalige publicaties (kleine selectie)
WorldCat vermeldt 412 publicaties, onder meer
- De pseudepigrafen, deel III: Spreuken van Pseudo-Phocylides / Spreuken van Pseudo-Menander (1982; met T. Baarda)
- Het christendom in het Romeinse Rijk in de eerste eeuw. Enkele sociale en godsdienst-historische aspecten (1986, Hermeneus 58:58-160)[3]
- Het leven van Simeon de pilaarheilige (1995; twee Griekse levensbeschrijvingen)
- Bronnen voor de studie van de wereld van het vroege christendom (1997: twee delen)
- De woestijnvaders : levensverhalen van kluizenaars uit het vroege christendom (1998) (bevat onder andere de vertaalde biografie van Antonius)
- De Samaritanen : geschiedenis en godsdienst van een vergeten groepering (2004)
- Het vroege jodendom van A tot Z: een kleine encyclopedie over de eerste duizend jaar (ca. 350 v.Chr.-650 n.Chr.) (2006)

Onder het pseudoniem Wim Slenk publiceerde Van der Horst de novelle Epafras (1993).